# Mathematical Modelling and Analysis
Mathematical Modelling and Analysis is een internationaal, aan collegiale toetsing onderworpen wetenschappelijk tijdschrift op het gebied van de wiskunde.
De naam wordt in literatuurverwijzingen meestal afgekort tot Math. Model. Anal.
Het wordt uitgegeven door Taylor & Francis in samenwerking met de Gediminas Technische Universiteit Vilnius. Het tijdschrift is opgericht in 1996 en verschijnt 5 keer per jaar.